# Кастельсарачено
Кастельсарачено (італ. Castelsaraceno) — муніципалітет в Італії, у регіоні Базиліката,  провінція Потенца.
Кастельсарачено розташоване на відстані близько 360 км на південний схід від Рима, 55 км на південь від Потенци.
Населення — 1413 осіб (2014).
Щорічний фестиваль відбувається 13 червня. Покровитель — Sant'Antonio di Padova.

## Демографія
Населення за роками:

Станом на 1 січня 2023 року в муніципалітеті офіційно проживало 36 іноземців з 10 країн, серед них 8 громадян країн Євросоюзу та 1 громадянин України.

## Сусідні муніципалітети
- Карбоне
- Латроніко
- Лаурія
- Молітерно
- Сан-Кірико-Рапаро
- Сарконі
- Спінозо